# Gin Ichimaru
Gin Ichimaru (jap. 市丸ギン Ichimaru Gin) – postać występująca w mandze i anime Bleach, jeden z shinigami. Był dowódcą trzeciego oddziału Gotei 13 w Soul Society. Jego zastępcą był Izuru Kira.

## Opis postaci
Jego strój nie wyróżnia się niczym szczególnym. Jego oczy są przez większość czasu zamknięte i mają barwę czerwoną, ale w 270 odcinku anime w Encyklopedii Arrancarów są koloru błękitnego. Na jego twarzy niemal zawsze gości uśmiech. Jest niezwykle chudy. Jego włosy są srebrne (jego imię nawiązuje do koloru włosów; gin to po japońsku srebro). Podczas rozmów nie okazuje emocji, nie szczędzi za to sarkazmu. Był dość mocno związany z zastępcą dowódcy 10 dywizji Rangiku Matsumoto (kiedy byli dziećmi uratował jej życie na pustyni). W Hueco Mundo ulega zmianie jego wygląd: jak reszta Espady nosi biały płaszcz i kimono przewiązane seledynową wstęgą. Ichimaru mówi odmiennym od oficjalnego języka dialektem z Kioto, który w wielu anime jest używany przez obcesowe i niezdarne postacie.

## Pogromca dusz
Shinsou (神鎗, Boska Włócznia), w zwykłej postaci wygląda jak wakizashi (krótki japoński miecz). Moc broni zostaje uwolniona, gdy właściciel wypowie słowa strzel by zabić, Shinsou (射殺せ, 神鎗 Ikorose, Shinsou). Podczas walki Gin'a z Ichigo w Sztucznej Karakurze ,Gin opowiada o swoim mieczu mówiąc, że jest mieczem najdłuższym w całym Soul Society. W pewnym etapie walki Ichigo wysnuwa wnioski, iż nie chodzi o długość Zanpakutō, lecz o szybkość. Gin mówi, że to prawda ,kłamiąc po raz kolejny. O prawdziwej zdolności jego Zanpakutō dowiadujemy się, dopiero gdy sprzeciwia się Aizen'owi. Mówi wtedy o tym, że tak naprawdę jego miecz nie jest tak szybki tylko zamienia się w pył i może przeciąć wszystko na swej drodze. Podobną zdolność ma Zanpakutō Rangiku Matsumoto – Haineko ,(Gin wychowywał się razem z nią).

## Bankai
Kamishini no Yari (神殺鎗, Włócznia zabójcy bogów) – W 414 rozdziale mangi dowiadujemy się, że Gin kłamał, mówiąc o mocy Kamishini no Yari – nie ma on ani najdłuższego ani najszybszego Bankai. Podczas każdego wydłużania i skracania zmienia się w pył, po każdym zadanym ciosie, do organizmu przeciwnika jest wpuszczana trucizna, którą Gin aktywuje słowem Zabij, Kamishini no Yari.

## Imię i nazwisko
Imię i nazwisko Ginyanote Ichimaru składają się z następujących znaków:
- Gin (ギン Gin – srebro) – Imię zapisane jest katakaną, a więc same znaki nic nie oznaczają. Znaczenie słowa jednak – gin – srebro – zapewne odnosi się do koloru włosów kapitana.
- Ichimaru (市 Ichi – targ, miasto lub też jeden; 丸 maru – okrąg, pełnia (znak 丸 maru jest popularnym zakończeniem nazwiska w języku japońskim, podobnie jak polskie zakończenia -ski, -cki)).